# Bayerite
La bayerite è un minerale idrossido.